# Sabor a ti
Sabor a ti é uma telenovela venezuelana produzida e exibida pela Venevisión entre 24 de agosto de 2004 e 15 de fevereiro de 2005.
Foi protagonizada por Ana Karina Manco e Miguel de León e antagonizada por Astrid Carolina Herrera, Guillermo Pérez, Julio Alcázar e Gigi Zanchetta.

## Sinopse
Ao voltar para casa de uma viagem de negócios, o engenheiro bem sucedido Leonardo Lombardi ( Miguel de León ) encontra sua amada esposa, Raiza, na cama com seu melhor amigo. Este golpe devastador transforma drasticamente Leonardo: de um homem sensível, simpático e exemplar, ele se torna um ser amargo, hostil e desconfiado do mundo inteiro, especialmente das mulheres.
Embora sua maior esperança seja pediatra, Miranda Valladares ( Ana Karina Manco ) não tem outra opção senão abandonar seus estudos médicos para ajudar a apoiar sua família. Sua situação econômica é precária; Tanto que estão prestes a serem despejados de sua casa.
Sob essas circunstâncias difíceis, Miranda e Leonardo são conhecidos. Ele é dono do prédio onde vivem os Valladares. Ela está tentando salvar sua casa. É por isso que, quando Leonardo oferece-lhe um emprego na mansão Lombardi para cuidar de seu avô e seus filhos, Miranda aceita. Sem conhecê-los ainda, esse momento marca o início de uma grande paixão.
Na casa de Lombardi, Miranda deve suportar abusos e contratempos. A amargura de Leonardo ... a ira de Fabiana, irmã de Raiza ... e o retorno da própria Raiza, que manipula Leonardo com o sofrimento emocional de sua filha para retornar à sua vida e reconquistá-lo, atacando Miranda, que considera um rival perigoso ... tudo conspira para complicar a permanência de Miranda naquela casa.
Somente o carinho de Don Salvador, o avô de Leonardo e seus dois filhos, Carlitos e Karina, fazem Miranda encontrar força para continuar em seu trabalho. Com o passar do tempo, no entanto, Leonardo descobre dentro dele uma ternura que ele havia esquecido; Um amor muito profundo nasce onde apenas as cinzas se mantiveram. De repente, ele começa a ver em Miranda a mulher que poderia devolver sua felicidade. Ela sente o mesmo, embora não se atreva a admitir isso.
Muitos eventos acontecerão antes de Miranda e Leonardo se amarem sem problemas. Mas, no final, o destino que os uniu em meio a sérios problemas lhes dará a felicidade que merecem

## Elenco
- Ana Karina Manco - Miranda Valladares
- Miguel de León - Leonardo Lombardi
- Astrid Carolina Herrera - Raiza Alarcon de Lombardi
- Guillermo Perez - Dario Antonetti
- Gigi Zanchetta - Sonia Fernandez
- Juan Carlos Vivas - Federico Carvajal
- Adrián Delgado - Manolo Martinez
- Eduardo Luna - German Estevez
- Julio Alcázar - Raimundo Lombardi
- Eva Blanco - Elvita Montiel
- Rafael Romero - Cheo
- Gerardo Soto - Alejandro Ferrer
- Milena Santander -
- Romelia Aguero
- Kassandra Tepper - Claudia
- Chelo Rodriguez
- Metzli Gallardo
- Gabriela Guedez
- Amilcar Rivero - Gregory
- Judith Vasquez
- Francisco Ferrari
- Jose Oliva
- Sonia Villamizar - Fabiana Alarcon
- Umberto Buonocore - Salvador Lombardi
- Milena Torres - Corina Martinez
- Rosalinda Serfaty - Andreina
- Reina Hinojosa
- Estelin Betancor
- Veronica Ortiz
- Reinaldo Jose Perez - Pedro Garcia (Perrucho)
- Jose Luis Zuleta
- Betsabe Duque - Ginet
- Belen Pelaez
- Gioia Arismendi - Purita
- Yenny Valdez
- Regino Jimenez
- Claudia La Gatta - The model
- Patricia Schwarzgruber - Vicky
- Erika Schwarzgruber - Rina